# Opharus flavicostata
Opharus flavicostata är en fjärilsart som beskrevs av Paul Dognin 1901. Opharus flavicostata ingår i släktet Opharus och familjen björnspinnare. Inga underarter finns listade i Catalogue of Life.